# Кидиппа (невеста Аконтия)
Кидиппа — персонаж греческой мифологии, девушка с Наксоса, которой пришлось стать женой Аконтия из-за невольной клятвы, данной Артемиде. Героиня поэм Каллимаха и Овидия.

## В мифологии
Кидиппой звали прекрасную девушку, жившую на острове Наксос. Во время праздника Артемиды на Делосе юноша по имени Аконтий увидел её и влюбился. Чтобы добиться брака с Кидиппой, Аконтий пошёл на хитрость. Зная, что каждая клятва, произнесенная в храме богини Артемиды, обязательно должна быть исполнена, он улучил момент, когда Кидиппа была в храме, и бросил к её ногам яблоко, на кожуре которого было написано: «Клянусь святилищем Артемиды, что выйду замуж за Аконтия». Кидиппа прочла эту надпись вслух и отбросила яблоко. Богиня услышала обещание девушки; с этого момента каждый раз, когда та собиралась выйти замуж за другого, Артемида поражала её болезнью. После того, как это случилось трижды, отец Кидиппы отправился в Дельфы, чтобы узнать у пифии, в чём дело. Та рассказала ему об Аконтии, он нашёл юношу и выдал за него дочь.
В III веке до н. э. Каллимах рассказал историю Кидиппы в поэме «Причины», текст которой позже был утрачен. На латинском языке этот сюжет обработал Овидий, включивший послания, написанные от лица Аконтия Кидиппе и от лица Кидиппы Аконтию, в сборник «Героиды» (конец I века до н. э.). Эти два письма были единственным источником по теме до начала XX века, когда были найдены фрагменты «Причин».